# ¿Dónde está mi agua?
¿Dónde está mi agua? es un videojuego de puzle desarrollado por Creature Feep y publicado por Disney Mobile, una subsidiaria de Disney Interactive Studios. Publicado para dispositivos que usen el sistema operativo iOS de Apple, Windows 8 de Microsoft o Android de Google, el juego requiere que los jugadores guíen un curso de agua hacia un cocodrilo llamado Swampy. ¿Dónde está mi agua? ha sido elogiado por su jugabilidad y estilo gráfico, con mención especial a su personaje principal, Swampy, que es el primer personaje original de Disney para un videojuego para móviles.
¿Dónde ésta mi agua? para Android se actualiza para contarnos La historia de Allie, la cocodrilo que Swampy y Cranky intentan seducir, pero solo podemos jugar gratis a los primeros cinco niveles de su historia, ya que al igual que en la Historia de Cranky o Pato misterioso, tendremos que pagar para desbloquear el resto de niveles.
El precio de La historia de Allie es de 0,75 euros, y actualmente cuenta con cuatro capítulos con 80 niveles en total, 8 desafíos con 32 niveles en total y 8 niveles más que desbloquearemos al encontrar los objetos que hay escondidos en los niveles de la historia.

## Juegos
Además de la historia principal (Swampy's Story), en el videojuego podremos encontrar cuatro historias más, siendo estas:
- Allie's Story
- Cranky's Story
- Mystery Duck
- The lost levels

## Personajes
- Swampy: Es un caimán de carácter solitaro que vive junto a otros cocodrilos en las alcantarillas. Le gusta ducharse, algo que los otros cocodrilos no pueden comprender. Sin que él lo sepa, los otros intervienen en sus cañerías para impedir sus duchas. El objetivo del jugador es lograr que el agua regrese a la ducha de Swampy para que disfrute de su pasatiempo favorito.

- Cranky: El más rudo de los cocodrilos que viven en la alcantarilla. Se duele de los humanos que viven sobre ellos, ya que se ha pasado toda la vida lidiando con su basura. Detesta las peculiaridades de Swampy porque le recuerdan la vida de los humanos. Sabotea las duchas de Swampy de puro resentimiento y lo hostiga en otros momentos de la historia.

- Allie: Una caimán hembra que no comprende las peculiaridades casi humanas de Swampy. Con el tiempo, comienza a verlo encantador y tierno, lo opuesto de Cranky.

- Rubber Ducky: Es un pato de goma y el mejor amigo de Swampy. Al completar un capítulo de cualquier historia lo podremos apreciar en el menú principal disfrazado.

## WebShow
El 50% de las acciones del show son de FRM Productions, quien planeaba comprar el total de la empresa que incluía los juegos. El plan de compra de la empresa se canceló por la popularidad del juego, pero siguió adelante el proyecto de emitir la serie en el canal Disney Channel. Está disponible en Disney Latino.
| Temporada | Temporada | Episodios | Estados Unidos        | Estados Unidos |
| Temporada | Temporada | Episodios | Estreno               | Final          |
| --------- | --------- | --------- | --------------------- | -------------- |
|           | 1         | —         | 18 de octubre de 2012 | —              |